# Nikolai Nikolajewitsch Woronin
Nikolai Nikolajewitsch Woronin (russisch Николай Николаевич Воронин; * 30. Novemberjul. / 13. Dezember 1904greg. in Wladimir; † 17. April 1976 in Moskau) war ein sowjetischer Historiker.

## Leben
Woronin besuchte in Wladimir die Schule und arbeitete 1918–1920 während des Bürgerkriegs im Wladimirer Historischen Museum. 1920–1923 studierte er am Wladimirer Institut für Volksbildung. Dann ging er nach Leningrad und studierte 1923–1926 an der Universität Leningrad in der Archäologie-Abteilung der Historischen Fakultät. Seine Lehrer waren Dmitri Wlasjewitsch Ainalow und Nikolai Petrowitsch Sytschow.
Es folgte die Aspirantur (1928–1931) an der Staatlichen Akademie für Materielle Kultur bei Konstantin Konstantinowitsch Romanow. 1931 verteidigte Woronin mit Erfolg seine Dissertation über die russische Architektur des 16. Jahrhunderts mit Darstellung damaligen Bautechniken, der Gewinnung der Baumaterialien und der Arbeitsorganisation für die Promotion zum Kandidaten der historischen Wissenschaften.
Woronin arbeitete darauf im Moskauer Institut für Archäologie (1932–1973) der Akademie der Wissenschaften der UdSSR (AN-SSSR, seit 1991 Russische Akademie der Wissenschaften (RAN)). Er führte wissenschaftlich erstrangige Ausgrabungen in Bogoljubowo, Wladimir, Pereslawl-Salesski, Rostow, Susdal, Grodno, Jaroslawl und an anderen Orten durch. 1934 veröffentlichte Woronin seine Beiträge zur Geschichte der russischen Architektur des 16. und 17. Jahrhunderts. Als während der 1930er Jahre Kirchen abgerissen wurden, war die Erforschung der altrussischen Architektur nicht mehr opportun. Woronin beschäftigte sich nun mit der Geschichte der sozialpolitischen Verhältnissen in der Nordost-Rus, so dass er 1935 eine Arbeit über die ländliche Besiedlung des feudalen Russlands veröffentlichte.
1941 zu Beginn des Deutsch-Sowjetischen Kriegs ging Woronin als Freiwilliger an die Front und wurde bei den Kämpfen bei Strelna verwundet. Nach der Entlassung aus dem Krankenhaus arbeitete er in der Moskauer Abteilung des Instituts für Geschichte der Materiellen Kultur.
1945 erschien Woronins Buch über die Denkmäler der Wladimir-Susdal-Architektur des 11.–13. Jahrhunderts. Im selben Jahr wurde er zum Doktor der historischen Wissenschaften promoviert. Es folgte die Ernennung zum Professor. 1947 initiierte er mit anderen die Restaurierung des Moskauer Andronikow-Klosters mit Einrichtung des Rubljow-Museums für altrussische Kultur und Kunst. Sein 1958 erschienenes Buch über Wladimir, Bogoljubowo, Susdal und Jurjew-Polski erlebte einige Neuauflagen. Woronins bekanntestes Werk sind die zwei Bände über die Architektur der Nordost-Rus des 12.–15. Jahrhunderts (1961, 1962), das Sergei Alexandrowitsch Scharow-Delone 2017 fortsetzte.
Woronin war mit der Historikerin Gali Fjodorowna Korsuchina verheiratet, mit der er 1934 den Sohn Nikolai Nikolajewitsch bekommen hatte.
Woronin starb in Moskau und wurde in Wladimir begraben.

## Ehrungen, Preise
- Medaille „Für heldenmütige Arbeit im Großen Vaterländischen Krieg 1941–1945“
- Orden des Roten Banners der Arbeit (1945, 1954)
- Stalinpreis (1952) für die zweibändig Kulturgeschichte der alten Rus (1951)[1]
- Leninpreis im Bereich Wissenschaft (1965) für das zweibändig Werk über die Architektur der Nordost-Rus des 12.–15. Jahrhunderts (1961, 1962)[2]
- Ehrenbürger der Stadt Wladimir